# Gœrsdorf
Gœrsdorf (Duits: Görsdorf im Elsass) is een gemeente in het Franse departement Bas-Rhin (regio Grand Est) en telde op 1 januari 2022 1.054 inwoners.

## Geschiedenis
Gœrsdorf maakte deel uit van het arrondissement Wissembourg tot dit op 1 januari 2015 fuseerde met het arrondissement Haguenau tot het huidige arrondissement Haguenau-Wissembourg. Op 22 maart van datzelfde jaar ging ook het kanton Wœrth, waar de gemeente onder viel, op in het op die dag gevormde kanton Reichshoffen.

## Geografie
De oppervlakte van Gœrsdorf bedroeg op 1 januari 2022 13,14 vierkante kilometer; de bevolkingsdichtheid was toen 80,2 inwoners per km².

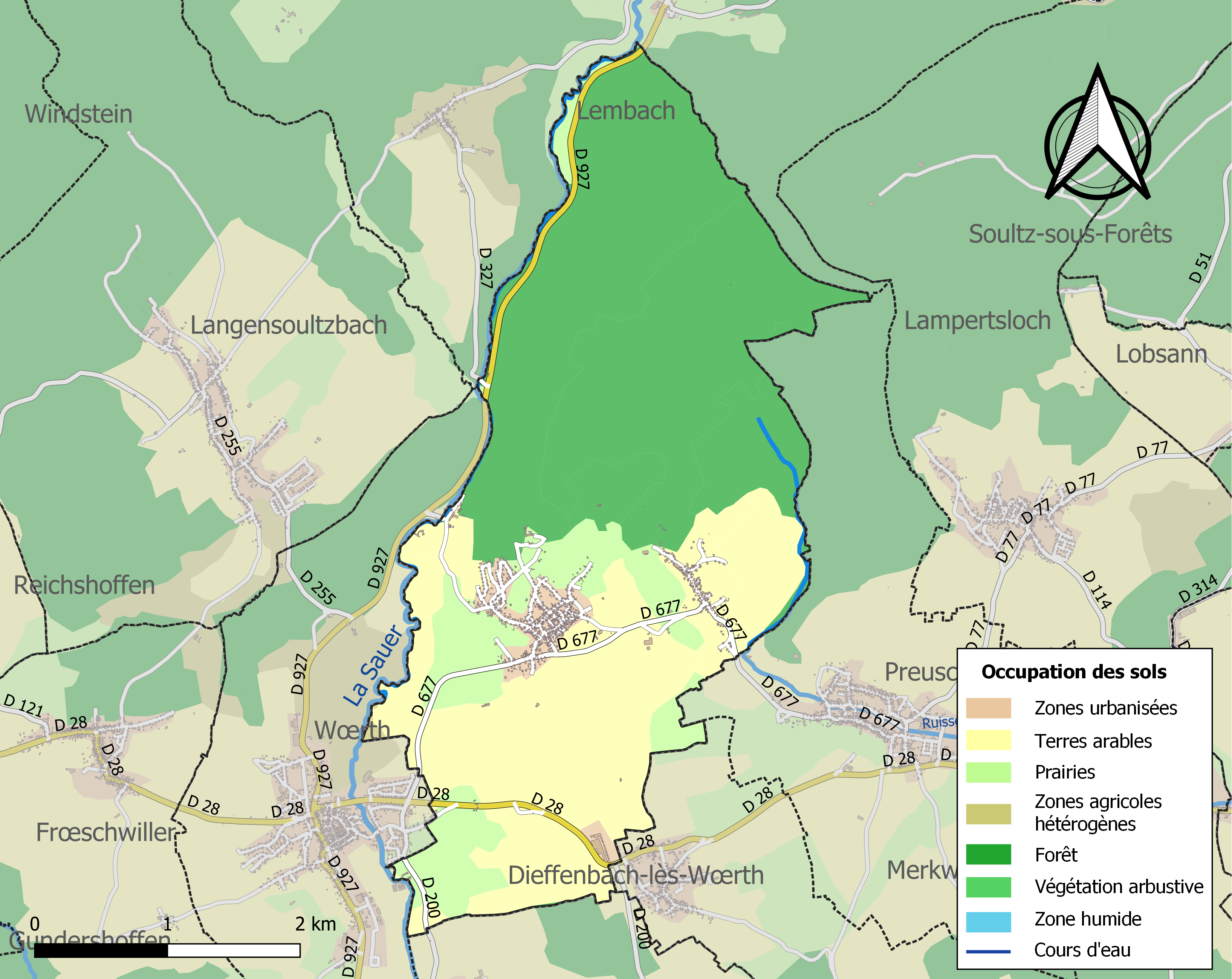
Kaart van de gemeente met de belangrijkste infrastructuur, bodemgebruik en omliggende gemeenten

## Demografie
Onderstaande figuur toont het verloop van het inwonertal (bron: INSEE-tellingen).